# Anne Sulling

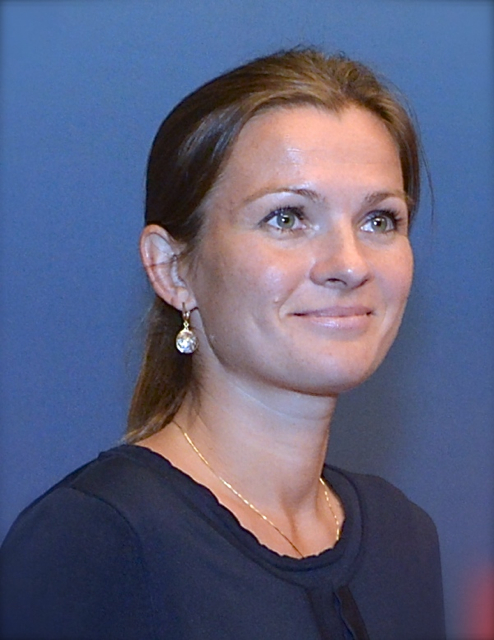
Anne Sulling (2014)

Anne Sulling (* 12. Oktober 1976 in Tartu, Estnische SSR) ist eine estnische Politikerin. Sie gehört seit 2014 der liberalen Reformpartei an. Von März 2014 bis April 2015 war Sulling Ministerin für Außenhandel und Unternehmertum der Republik Estland.

## Leben
Anne Sulling wurde als Tochter des estnischen Herzchirurgen Toomas Sulling (* 1940) geboren. Sie besuchte das renommierte Inglise Kolledž in der estnischen Hauptstadt Tallinn und schloss die Highschool im kalifornischen Upland ab.
Anschließend studierte sie Wirtschaft und Französische Studien am Smith College in Northampton (Massachusetts). Ihren Master-Abschluss in den Fächern Internationale Wirtschaft und Finanzen machte sie an der Universität Paris-Dauphine. Außerdem besuchte sie Kurse am Institut d’études politiques de Paris.

### Wirtschaft
Anne Sulling war zunächst bei der estnischen Zentralbank tätig. Von 2000 bis 2005 arbeitete sie als Analystin und Projektmanagerin bei der Hansapank. 2005/2006 leitete sie im estnischen Finanzministerium die Projektgruppe zum Übergang von der estnischen Krone zum Euro.
Von 2006 bis 2008 war Sulling als Managerin bei der Swedbank in Estland beschäftigt. Anschließend war sie kurzfristig bei einer Firma für erneuerbare Energien angestellt.

### Politik
2009 wechselte Sulling in die estnische Staatskanzlei. Von 2009 bis 2014 war sie Beraterin von Ministerpräsident Andrus Ansip für makrofinanzielle und Währungsfragen sowie für den Emissionsrechtehandel.
Vom 26. März 2014 bis 9. April 2015 war sie Ministerin für Außenhandel und Unternehmertum in der sozialliberalen Koalitionsregierung unter Ministerpräsident Taavi Rõivas. Anne Sulling war dem Ministerium für Wirtschaft und Infrastruktur beigeordnet. Nach dem Ausscheiden aus dem Kabinett ging sie als Abgeordnete ins estnische Parlament (Riigikogu).